# Huo Jun
Dans ce nom, le nom de famille, Huo, précède le nom personnel.
Pour les articles homonymes, voir Huo.
Huo Jun (177-216) est un officier chinois qui servit le seigneur de guerre Liu Biao puis qui se joignit à Liu Bei, sous les bannières du royaume de Shu, lors de la fin de la dynastie Han et du début de la période des Trois Royaumes en Chine antique. Historiquement, il fut surtout reconnu pour son implication dans la conquête de la province de Yi par Liu Bei.

## Biographie
Servant d’abord Liu Biao, il alla joindre Liu Bei après la mort de ce dernier, qui le nomma Général des gentilshommes de la Maison. 
Lorsque Liu Bei mena son expédition contre Liu Zhang en l’an 214, Huo Jun fut assigné à la garde de la ville de Jiameng. Zhang Lu profita de l’instabilité dans la région pour envoyer son commandant Yang Ang à Jiameng, prétextant venir pour aider. Huo Jun indiqua fermement à Yang Ang qu’il ne pourrait s’emparer de Jiameng et celui-ci fit demi-tour. Plus tard, la ville fut assiégée par des forces de Liu Zhang durant presque une année. Saisissant le bon moment, Huo Jun mena une attaque et battu l’ennemi. Pour ces accomplissements, Liu Bei le nomma Grand Administrateur de Zitong et Assistant Général. 
Il travailla ensuite pour le gouvernement Shu durant trois ans, puis décéda à l’âge de 40 ans.

## Son personnage dans le roman
Dans le roman Histoire des Trois Royaumes écrit par Luo Guanzhong, Huo Jun est introduit au chapitre 62 alors que sur la recommandation de Meng Da, il est chargé avec celui-ci de la défense de la passe de Jiameng contre une possible invasion conjointe de la part de Sun Quan et Zhang Lu. Ce faisant, Liu Bei s'empare de Chengdu et devient Protecteur impérial de la province de Yi. Huo Jun et plusieurs officiers sont alors avancés en rang.
Plus tard, au chapitre 70, la passe de Jiameng est attaqué par le commandant Zhang He. Huo Jun et Meng Da ne s'entendent alors pas sur la façon de défendre leur position. Alors que Huo Jun se positionne en faveur d'une stricte défense, Meng Da, optant de son côté pour le combat, sort des remparts confronter l'ennemi et est rapidement défait. Huo Jun envoie donc une demande d'aide à la capitale, qui envoie les deux généraux vétérans Huang Zhong et Yan Yan en renfort. Ceux-ci parviendront à vaincre Zhang He. 